# Metallosia nitens
Metallosia nitens är en fjärilsart som beskrevs av William Schaus 1911. Metallosia nitens ingår i släktet Metallosia och familjen björnspinnare. Inga underarter finns listade i Catalogue of Life.